# Ратчино (Оренбургская область)
Ратчино — село в Шарлыкском районе Оренбургской области. Административный центр Ратчинского сельсовета. Население — 729 человек.

## История
Село Ратчино основано в 1809 г. переселенцами из села Ратчино Рязанской губернии. Название Ратчино произошло от слова «рать» «чинить». Слово «рать» на древнеславянском означает «войско», а слово «чинить» -«образовывать», «формировать».
Село сначала носило название «Козинка» по названию речки Коза, где поселились первые переселенцы, затем переименовано в название Ратчино.

## Население
| 1816 | 1834 | 1850 | 1866 | 1892 | 1901 | 1917 | 1926 | 1931 |
| ---- | ---- | ---- | ---- | ---- | ---- | ---- | ---- | ---- |
| 748  | 1048 | 1465 | 2008 | 3020 | 3850 | 5192 | 2744 | 2923 |

## Улицы
Первоначальные названия улиц были следующие:  Смыговка, Оторвановка, Репьевка, Опаринская, Мещане, Мусинская, Актюба, Кургаза, Рогули, Самодуровка.
В 1973 г. улицы были переименованы и в настоящее время носят следующие названия:
Смыговка - Заречная
Оторвановка - Ленинская
Самодуровка - Крестьянская
Кургаза - Северная
Репьевка - Набережная
Опаринская - Гагарина
Мещане - Советская
Мусинская - Куйбышева
Рогули - Суворова
Актюба - Кирова
В последние годы в селе построено еще две улицы: Степная и Молодежная.
Есть в селе переулки, названия которым даны по фамилиям тех, кто живет около них. Это Бачурин проулок, Сосоров проулок, Пастонин проулок и т.д. Но эти названия неофициальны, ими пользуются только местные жители.